# Fita verde

A fita verde pode ter uma variedade de significados simbólicos. A conscientização a partir da fita verde associa-se, por exemplo, à paralisa cerebral, à saúde mental e à doença renal.

## Paralisia Cerebral
A conscientização em relação à Paralisia cerebral (PC) é representada por uma fita verde. PC é uma das mais comuns deficiências na infância e representa uma grande faixa de comprometimento da função motora e atraso mental e outras combinações causadas por lesões no cérebro por trauma, falta de oxigênio no nascimento ou outra causa.

## Saúde mental
A conscientização da saúde mental é representada por uma fita verde. Na década de 1800, verde representava a cor que era utilizada para rotular pessoas consideradas insanas.

## Doença renal
A conscientização sobre doença renal também é representada por uma fita verde. Pessoas que possuem doença renal, estão em diálise, receberam um transplante renal ou doadores vivos de rim, tem utilizado uma fita verde para ajudar a difundir a conscientização sobre a condição. Março é o mês da consciência sobre doença renal e aqueles que são afetados pela condição ou tem interesse em apoiar a causa e difundir a campanha de conscientização, são estimulados a utilizar a fita verde ao longo de todo o mês.

## Niveladores e os primeiros radicais Whig
Na Inglaterra do século XVII, durante e após a Guerra Civil Inglesa, o uso de uma fita verde-mar simbolizava a afiliação com os ideais dos Niveladores e, mais tarde, no século, com o whiggismo radical.
A fita verde e raminhos de alecrim eram símbolos de apoio aos Niveladores durante a Guerra Civil Inglesa e o Interregno Inglês. No funeral de Thomas Rainsborough (um membro do Parlamento e também um líder dos Niveladores que tinha falado nos Debates de Putney) havia milhares de pessoas vestindo as fitas dos Niveladores de verde-mar e cachos de alecrim para lembrar em seus chapéus, bem como no ano seguinte, 1649, no funeral de Robert Lockyer, um novo modelo de agitador do Exército, enforcado por Oliver Cromwell para motim.
O Green Ribbon Club foi uma das primeiras associações combinadas que se reuniam de tempos em tempos em tavernas ou casas de café de Londres para fins políticos no século XVII. Tinha o seu ponto de encontro na taverna King's Head, no Chancery Lane End, conhecido até então como o King's Head Club. Aparentemente, foi fundado no ano de 1675 como um recurso para membros do partido político hostil ao tribunal. Como esses associados tinham o hábito de usar em seus chapéus um laço, ou prumo, de fita verde, como um distintivo útil para fins de reconhecimento mútuo em brigas de rua, o nome do clube foi mudado, por volta de 1679, para Green Ribbon Club (Clube da Fita Verde). A "fita verde" era o emblema dos niveladores nas Guerras Civis Inglesas, em que muitos dos membros tinham lutado. Era um lembrete evidente de suas origens radicais.

## Outros tons de fitas verdes

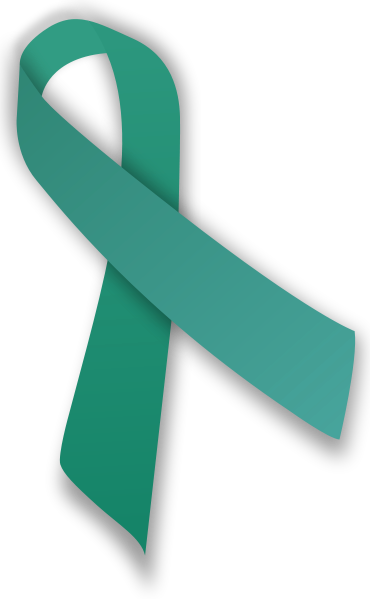
Fita jade
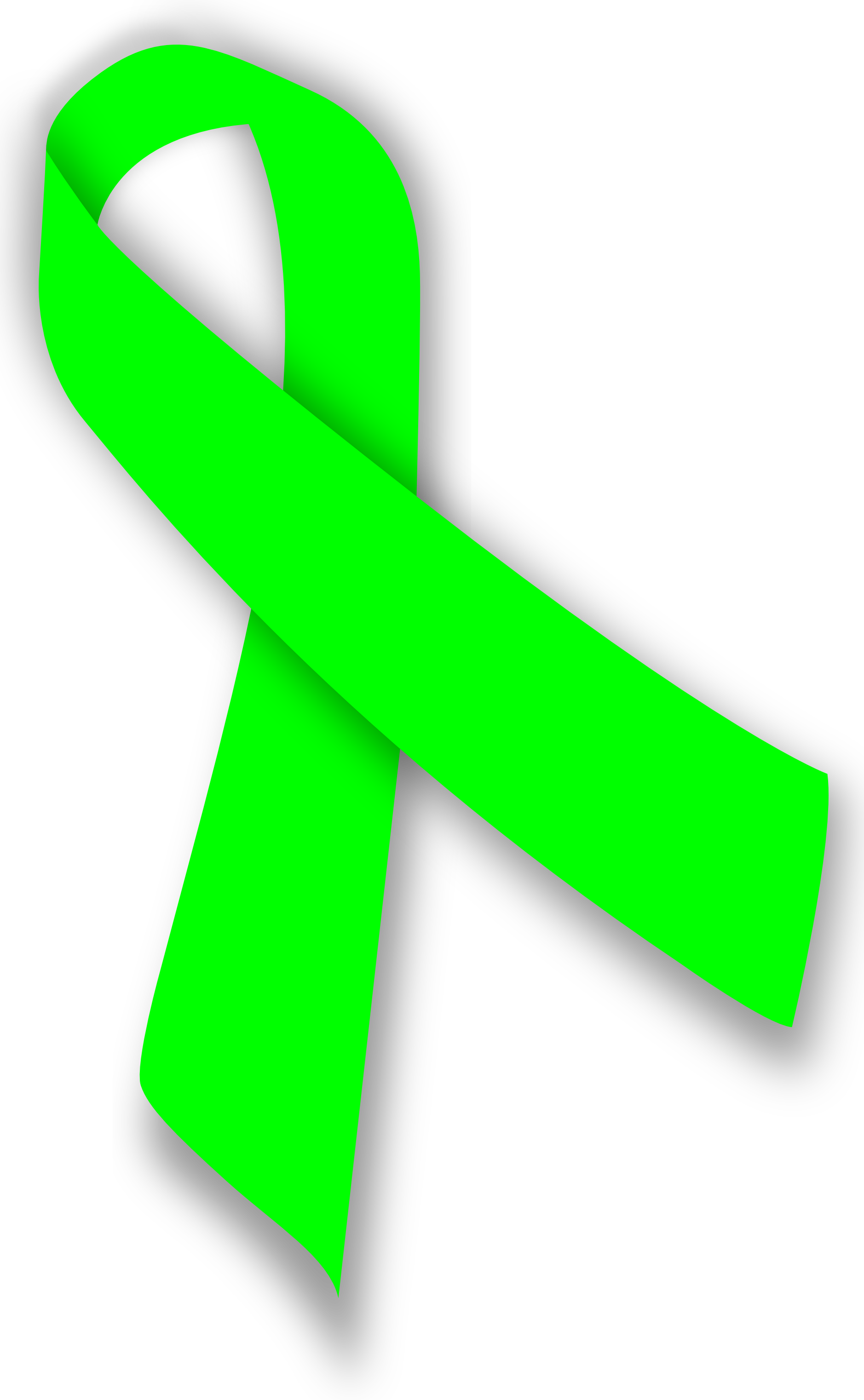
Fita lima
Fita verde-azulado
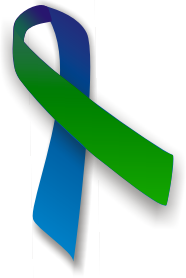
Fita verde e azul